# Helling (Fraunberg)
Helling ist ein Gemeindeteil der Gemeinde Fraunberg, Landkreis Erding, Oberbayern.

## Lage
Das Dorf liegt rund zwei Kilometer südlich von Fraunberg. 